# Edwin Gyimah
Edwin Gyimah (Sekondi-Takoradi, 9 de março de 1991) é um futebolista profissional ganês que atua como defensor.

## Carreira
Edwin Gyimah fez parte do elenco da Seleção Ganesa de Futebol na Campeonato Africano das Nações de 2017.

## Títulos
Gana
- Campeonato Africano das Nações: 2015 2º Lugar.